# Alì Terme
Alì Terme település Olaszországban, Szicília régióban, Messina megyében. Lakosainak száma 2315 fő (2023. január 1.). Alì Terme Alì, Fiumedinisi, Itala és Nizza di Sicilia községekkel határos.

## Népesség
A település népességének változása:
| Lakosok száma | 2500 | 2459 | 2315 |
|               | 2017 | 2018 | 2023 |